# Rudolf Barshái
Rudolf Borísovich Barshái (en ruso: Рудольф Борисович Баршай) (Stanitsa Labínskaya, Krai de Krasnodar, Rusia, 28 de septiembre de 1924 – Basilea, 2 de noviembre de 2010) fue un director de orquesta y violista soviético/ruso.

## Vida
Estudió en el Conservatorio de Moscú donde fue alumno de Dmitri Shostakóvich. Uno de los miembros originales del Cuarteto Borodín, fue considerado uno de los más eximios violistas de su generación. Fue fundador de la Orquesta de Cámara de Moscú, alcanzando notable reconocimiento internacional con las obras de soviéticos como Dmitri Shostakóvich, Serguéi Prokófiev o Aleksandr Lokshín. En 1969 estrenó la Sinfonia n.º 14 de Shostakóvich en Leningrado, compositor del cual grabó la integral de sus 15 sinfonías y arregló varios de sus cuartetos para ser tocados por orquesta. También completó una versión de la inconclusa Sinfonía n.º 10 de Gustav Mahler.
Con la muerte de Shostakóvich, en 1975 marchó de la Unión Soviética a Israel y a  Europa occidental, donde dirigió a la Orquesta Sinfónica de Londres y la Sinfónica de Viena, entre otras. 
Amplió su repertorio con obras de Bach, Mozart, Franz Schubert y Mahler. En 2005 fue nombrado director emérito de la Orquesta Sinfónica Giuseppe Verdi de Milán.
Se casó en cuatro oportunidades (con Nina Barshái, Anna Martison,Teruko Soda y Elena Raskova), tuvo tres hijos: Lev, Walter, Takeshi.